# Instytut Technologii Żywności i Żywienia Uniwersytetu Rzeszowskiego
Instytut Technologii Żywności i Żywienia Uniwersytetu Rzeszowskiego – jeden z ośmiu instytutów Kolegium Nauk Przyrodniczych Uniwersytetu Rzeszowskiego.

## Historia
Instytut Technologii Żywności i Żywienia został utworzony 1 października 2019 roku na mocy decyzji Senatu Uniwersytetu Rzeszowskiego.

## Władze Instytutu
W kadencji 2020–2024:
| Stanowisko         | Imię i nazwisko          |
| ------------------ | ------------------------ |
| Dyrektor           | dr hab. Ireneusz Kapusta |
| Zastępca dyrektora | dr inż. Joanna Kaszuba   |

## Struktura organizacyjna

### Katedra Bioenergetyki, Analizy Żywności i Mikrobiologii
Samodzielni pracownicy naukowi:
- prof. dr hab. inż. Czesław Puchalski – kierownik Katedry
- prof. dr hab. Grzegorz Bartosz
- prof. dr hab. inż. Miroslava Kacaniova
- dr hab. inż. Grzegorz Zaguła
- dr hab. Włodzimierz Sybirny (profesor emerytowany)

### Zakład Chemii i Toksykologii Żywności
Samodzielni pracownicy naukowi:
- prof. dr hab. inż. Małgorzata Dżugan – kierownik Zakładu
- prof. dr hab. inż. Maciej Balawejder
- dr hab. inż. Tomasz Piechowiak
- prof. dr hab. Maria Droba (profesor emerytowana)
- dr hab. Bogusław Droba (profesor emerytowany)

### Zakład Ogólnej Technologii Żywności i Żywienia Człowieka
Samodzielni pracownicy naukowi:
- prof. dr hab. inż. Grażyna Jaworska – kierownik Zakładu
- dr hab. Ireneusz Kapusta
- dr hab. Krystian Marszałek

### Zakład Produkcji Zwierzęcej i Oceny Produktów Drobiarskich
Samodzielni pracownicy naukowi:
- prof. dr hab. inż. Zofia Sokołowicz – kierownik Zakładu
- dr hab. inż. Jadwiga Topczewska

### Zakład Przetwórstwa i Towaroznawstwa Rolniczego
Samodzielni pracownicy naukowi:
- dr hab. inż. Mariusz Rudy – kierownik Zakładu
- dr hab. inż. Piotr Kuźniar
- dr hab. inż. Natalia Matłok
- ks. dr hab. Mirosław Twardowski

### Zakład Technologii Mleczarstwa
Samodzielni pracownicy naukowi:
- dr hab. inż. Agata Znamirowska-Piotrowska – kierownik Zakładu

### Pracownia Biochemii Analitycznej
Samodzielni pracownicy naukowi:
- prof. dr hab. Izabela Sadowska-Bartosz – kierownik Zakładu